# ۲۲۰ (قمری)
۲۲۰ (قمری)، دویست و بیستمین سال در گاهشماری هجری قمری است. اول محرم این سال برابر با نهم ژانویه سال ۸۳۵ میلادی است.

## درگذشتگان
- ۲۹ ذیقعده: محمد تقی امام نهم شیعیان

## وابسته
- نافع مدنی